# NGC 362
NGC 362 је збијено звездано јато у сазвежђу Тукан које се налази на NGC листи објеката дубоког неба.
Деклинација објекта је - 70° 50' 52" а ректасцензија 1h 3m 14,3s. Привидна величина (магнитуда) објекта NGC 362 износи 6,8. NGC 362 је још познат и под ознакама GCL 3, ESO 51-SC13.